# Loschwitz (Schiff, 1888)
Der Raddampfer Loschwitz wurde 1888 als zweites Schiff mit diesem Namen in der Schiffswerft Blasewitz gebaut. Das Schiff wurde mit der Baunummer 25 auf Kiel gelegt. 1903 erfolgte die Umbenennung in Lužkec und 1906 in Graf Moltke.

## Die Zeit bis 1906
Nach der Indienststellung als Glattdeckdampfer fuhr das Schiff für die Sächsisch-Böhmische Dampfschiffahrts-Gesellschaft (SBDG). Das Schiff wich wie auch das Schwesterschiff Blasewitz von der gängigen Bauform der von der Gesellschaft eingesetzten Schiffe ab. Das Unterdeck war im Vorschiff mit 13 und im Hinterschiff mit 14 großformatigen Panoramafenstern auf jeder Seite ausgestattet. Das Schiff wurde vorwiegend auf der Strecke zwischen Dresden und Schloss Pillnitz eingesetzt. Die Schiffslänge betrug nur 37 m. Im Jahr 1896 erhielt das Schiff einen neuen Kessel der Sächsischen Dampfschiffs- und Maschinenbauanstalt der Oesterreichischen Nordwest Dampfschiffahrtsgesellschaft.
Am 31. Dezember 1902 wurde das Schiff sowie auch das Schwesterschiff Blasewitz an die Prager Moldau- und Elbe Dampfschiffahrt für die Dauer von 6 Jahren vermietet. Der Nettopreis betrug 30.500 Mark je Schiff, zahlbar in 6 Raten. Die letzte Rate wurde am 31. Dezember 1907 fällig. Nach Zahlung der letzten Rate sollte das Schiff kostenlos in den Besitz der Prager Gesellschaft übergehen. Der reale Mietpreis betrug 6000 Mark jährlich, je Schiff. Die Prager Gesellschaft erhielt das Recht die tschechische Form des deutschen Namens des Schiffes auf dem Radkasten über dem Originalnamen anzubringen. Der Maschinist des Schiffes wurde von der SBDG gestellt. Das Schiff wurde hier ab dem 16. Juni 1902 auf der neu eröffneten Route von Prag-Karlin nach Klecany eingesetzt. Der Vertrag wurde von tschechischer Seite durch die Nichtzahlung der Rate am 31. Dezember 1905 beendet.
1906 erfolgt der Verkauf des Schiffes, gemeinsam mit der Blasewitz, für 55.195 Mark an die Oberweser Dampfschiffahrt. Vor dem Verkauf wurde das Schiff auf der Laubegaster Werft überholt. Zwischen den Radkästen wurde ein Oberdeck eingebaut. Gleichzeitig erhielt das Schiff eine Dampfsteuermaschine. Gebaut wurde diese von der Dresdner Maschinenbau und Schiffswerft Uebigau AG mit der Fabrik-Nr. 1133. Die Überführung nach Hameln führte zwischen Cuxhaven und Bremerhaven über die Nordsee.

## Die Zeit nach dem Verkauf

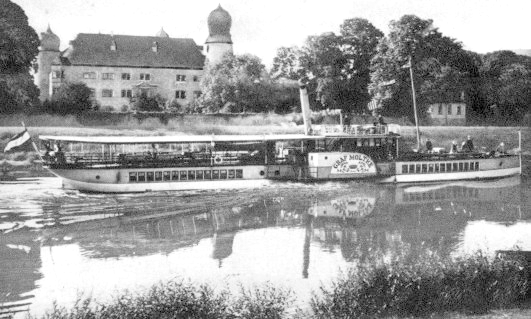
Raddampfer Graf Moltke vor dem Schloss Hehlen

Ab dem 5. Mai 1906 wurde das Schiff unter dem Namen Graf Moltke auf der Oberweser in der Fahrgastschifffahrt eingesetzt. Ab dem 26. Januar 1907 fuhr das Schiff unter der Flagge der Oberweser-Dampfschiffahrtsgesllschaft F. W. Meyer Hameln (OWDG). 1923 und 1925 wurde das Schiff um jeweils 4 m verlängert. Es wurden sowohl das Vorderschiff wie auch das Hinterschiff um jeweils 4 m verlängert.
Die Wehrmacht beschlagnahmte 1941 das Schiff und setzte es auf der Weichsel im Raum Puławy als Versorgungsschiff ein. Seinen Einsatzort erreichte es über den Mittellandkanal, Elbe-Havel-Kanal, Havel, Oder-Havel-Kanal, Oder, Warthe, Netze, Bromberger Kanal, Brahe und Weichsel. Die bis Pulawy zurückgelegte Strecke beträgt etwa 1250 km. In Pulawy lief das Schiff 1944 auf Grund und wurde durch Beschuss stark beschädigt. Im Jahr 1945 wurde es wieder gehoben. Nach der Instandsetzung wurde es von der Żegluga Warszawa (Warschauer Schifffahrtsgesellschaft) als Personenschiff eingesetzt. 1947 wurde das Schiff abgewrackt.

## Die Dampfmaschine
Die Dampfmaschine stammte von der 1876 gebauten Loschwitz. Sowohl die Dampfmaschine wie auch der Kessel wurden von der Schiffs- und Maschinenbauanstalt Ruston & Co. in Prag gebaut. Es handelte sich um eine oszillierende Hochdruck-Zweizylinder-Verbund-Dampfmaschine mit einer Leistung von 80 PS.

## Kapitäne des Schiffes
- Carl Hermann Jahn 1888–1889
- Benjamin Beckel 1890–1891
- August Wilhelm Günther 1892–1896
- Carl Otto Viehrig 1897
- Wenzel Franz Rosche 1898
- Gustav Eduard Fischer 1899–1900
- Carl Gottlieb Pohle 1901–1902